# Alysicarpus roxburghianus
Alysicarpus roxburghianus là một loài thực vật có hoa trong họ Đậu. Loài này được Thoth. & A.Pramanik miêu tả khoa học đầu tiên.